# 바스크 더비
바스크 더비는 아틀레틱 클루브와 레알 소시에다드간의 라이벌 매치를 말한다. 두팀의 첫 경기는 1929년 2월 10일 경기이다. 최다 점수차 승리는 1935년 3월 2일 아틀레틱 클루브가 레알 소시에다드를 7:0으로 승리한 것이다. 